# Rodrigo Luis de Borja y de Castro-Pinós
Rodrigo Luis kardinal de Borja y de Castro-Pinós, španski kardinal, * 1524, Gandía, † 6. avgust 1537.

## Življenjepis
22. decembra 1536 je bil povzdignjen v kardinala in 15. januarja 1537 imenovan za kardinal-diakona S. Nicola in Carcere.